# Atafu
Atafu, conosciuto come Gruppo Duca di York, è un gruppo di quarantadue isolotti corallini facenti parte delle isole Tokelau.
In totale copre una superficie di 9,5 km², rappresentando il gruppo più piccolo dei tre che costituiscono le Tokelau. L'atollo è situato circa 800 chilometri a sud dell'equatore.